# Soyuz TMA-12
La Soyuz TMA-12 fue una misión a la Estación Espacial Internacional, lanzada por el cohete Soyuz-FG a las 11:16 UTC del 8 de abril de 2008. Se acopló al módulo de amarre Pirs el 10 de abril de 2008 y regresó a la Tierra el 28 de octubre de 2008.

## Tripulación

### Lanzados y participantes en la Expedición 17
- Sergey Volkov (1) Comandante -  Rusia
- Oleg Kononenko (1) Ingeniero de vuelo -  Rusia

#### Lanzada
- Yi So-yeon (1) Participante en el vuelo -  Corea del Sur

#### Retornarán a la tierra
- Richard Garriott (1) Participante en el vuelo  Estados Unidos
- Maksim Surayev (1) Comandante -  Rusia
- Oleg Skripochka (1) Ingeniero de vuelo -  Rusia
- Ko San (1) Participante en el vuelo -  Corea del Sur

Entre paréntesis el número de vuelos espaciales anteriores. Incluye el vuelo actual.
- Datos: Q493983
- Multimedia: Soyuz TMA-12 / Q493983